# Chendžer
Chendžer byl egyptským faraonem 13. dynastie, přesná doba jeho vlády není známa, odhaduje se však na období mezi lety 1753–1747 př. n. l. Do dějin Egypta se zapsal jako autor poslední známé a nalezené pyramidy na území dnešní arabské republiky v severní Africe.

## Vláda
O Chendžerově vládě a jeho činech se neví vůbec nic, nezmiňuje se o něm ani Manehto. Je to způsobeno tím, že vládl ve druhém přechodném období, pravděpodobně ani neovládal celý Egypt, nanejvýš jeho severní část. Je doložen díky pozůstatkům jeho pyramidy v Sakkáře. Jeho jméno se navíc zachovalo na Turínském papyru, je zde obsaženo jeho trůnní jméno Veser(ka)re.

## Králova hrobka
Chendžer si svoji pyramidu nechal vybudovat na pohřebišti u dnešní Sakkáry, pravděpodobně se jedná o poslední pyramidu určenou pro krále postavenou ve starém Egyptě. Strana její čtvercové základny měřila 52,5 metru, výška pak 37,4 metru, sklon stěn 55°. Vybudována byla z nepálených cihel, obložena bílými bloky z vápence. Špičku samotné hrobky zdobil černý pyramidion vyrobený ze žuly. Vchod do ní se nacházel na západní straně, pohřební komora ležela v hloubce 12 metrů. Sarkofág, který zde měl své místo, byl vytesán z jediného kusu žlutého křemence o váze 60 tun.